# Aberystwyth
Aberystwyth [aberˈəstwɪθ] ist ein walisisches Seebad mit 18.093 Einwohnern an der Cardigan Bay. Die Universitätsstadt ist der Hauptort der Grafschaft Ceredigion. Der walisische Name der Stadt bedeutet Mündung (des Flusses) Ystwyth. Die Einheimischen nennen ihre Stadt oft nur Aber.

## Geschichte
Ursprung der mittelalterlichen Ortschaft Aberystwyth war die um 1277 auf der felsigen Landspitze direkt an der Nordseite der Mündung des Rheidol errichtete Burg Aberystwyth Castle, von der aber nur noch Ruinen existieren. Die Burg wurde im Kampf zwischen Engländern und Walisern in den Jahrhunderten bis zum Englischen Bürgerkrieg etliche Male zerstört und wieder aufgebaut. 1647 stürmten sie schließlich die Parlamentarier und schleiften sie wenig später endgültig.
Das heutige Aberystwyth liegt an der gemeinsamen Mündung der Flüsse Rheidol und Ystwyth. Der Ystwyth floss eigentlich direkt in die Cardigan Bay, wurde aber im Mittelalter zum Rheidol hin umgelenkt, um dessen Wassermenge zu erhöhen und auf diese Weise eine unterseeische Behinderung am Hafeneingang wegzuschwemmen. Der Hafen, jetzt eigentlich kaum noch genutzt, war einst wichtiger Anlaufpunkt für die Küstenschifffahrt, für Schifffahrtslinien nach Irland und sogar für transatlantische Verbindungen (zum Beispiel schifften sich hier walisische Emigranten für die Überfahrt nach Nordamerika ein). Außerdem diente er als Seehafen für die einst florierenden Bleiminen von Cardiganshire.

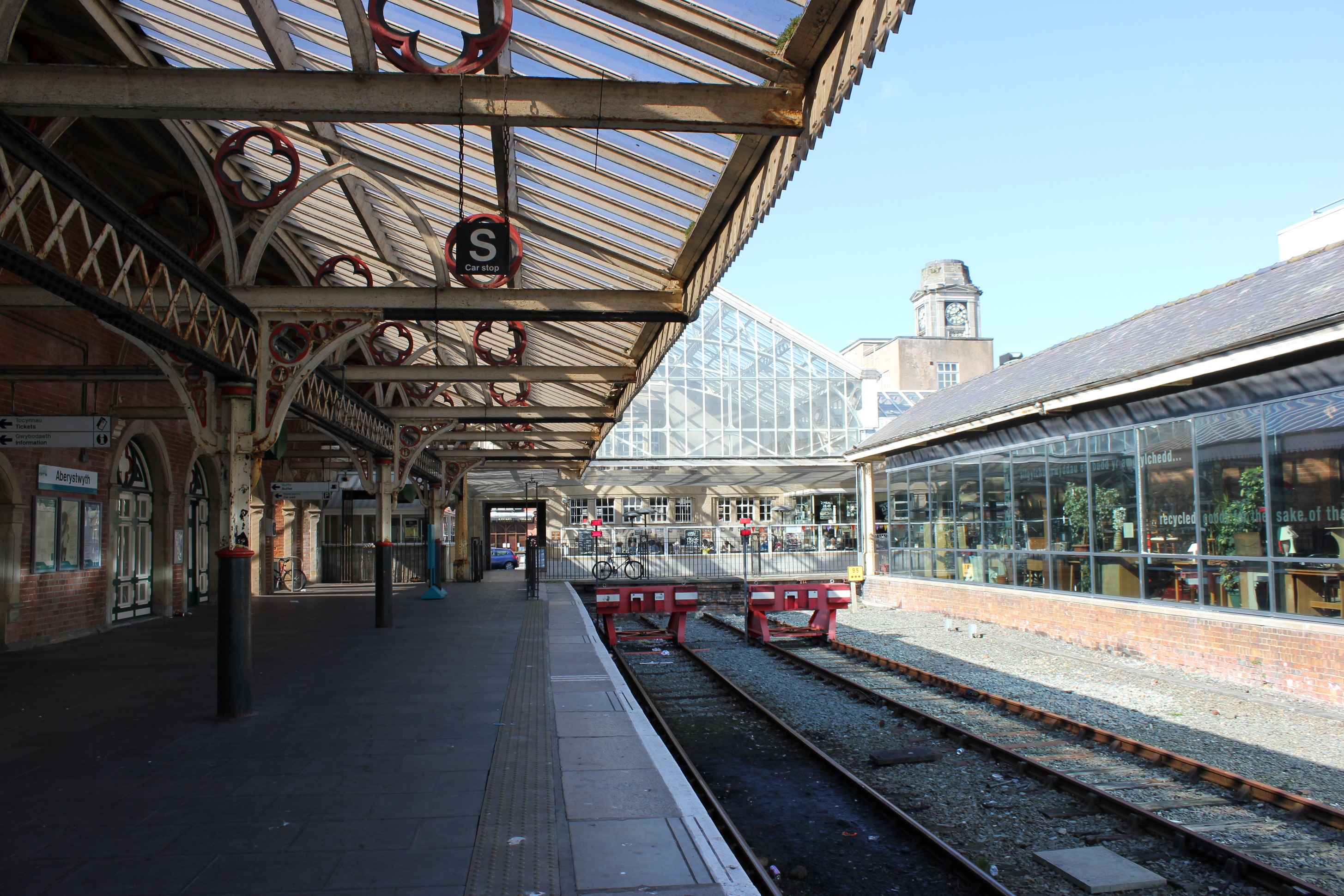
Bahnhof von Aberystwyth

Die Anbindung der Stadt an das Eisenbahnnetz im Jahr 1864 ist der Idee des Unternehmers Thomas Savin zu verdanken. Er konnte sich Aberystwyth als mondänes Seebad vorstellen, wenn nur eine Eisenbahnverbindung und ein erstklassiges Hotel existierten. Savin baute beides und ruinierte sich damit, weil niemand kam, um in dem schlossartigen Bau zu wohnen. Das bankrotte Hotel gelangte schließlich für einen Spottpreis in den Besitz der 1860 gegründeten Universität von Wales, die bis dahin vergeblich nach einem erschwinglichen Domizil gesucht hatte. Seit 1902 verbindet darüber hinaus die Vale of Rheidol Railway die Stadt mit dem 18,9 Kilometer entfernten Devil’s Bridge.

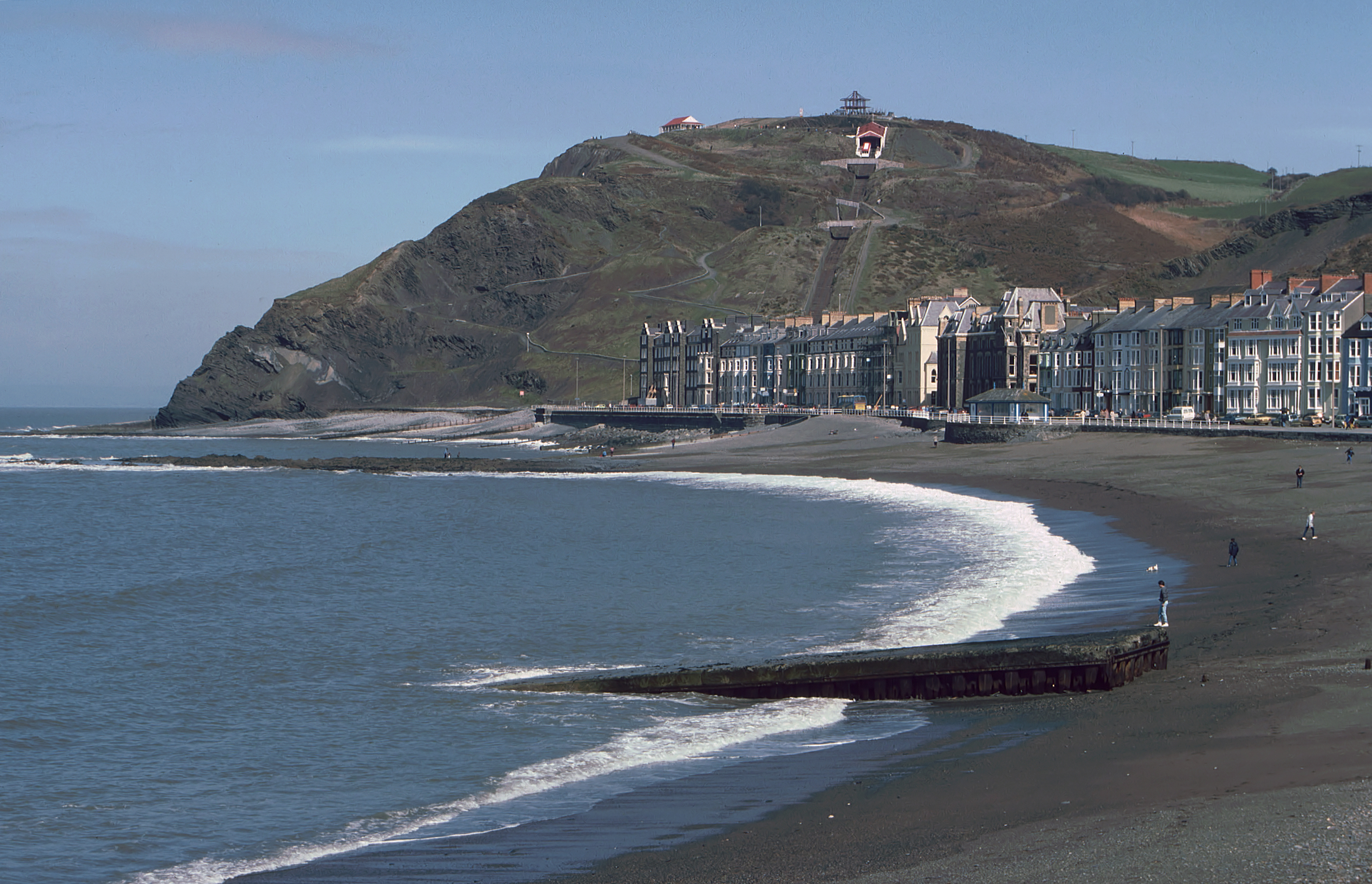
Strandpromenade und Constitution Hill

Wenn Thomas Savins Projekt auch kein geschäftlicher Erfolg beschieden war, so trugen seine Aktivitäten doch dazu bei, Aberystwyth als Ferienort bekannt zu machen. Die in den 1860er und 1870er Jahren einsetzende Bautätigkeit ließ die Stadt nach Norden expandieren. In der Folge entstand eine drei Kilometer lange, von attraktiven Häusern gesäumte Strandpromenade bis zum Constitution Hill.

## Kultur
7,8 % der Bevölkerung sprechen laut Volkszählung von 2001 ausschließlich Walisisch, weitere 35,8 % sprechen fließend Walisisch neben Englisch; 29,3 % der Bevölkerung geben an, Walisisch sprechen, lesen und schreiben zu können; 27,1 % können Walisisch hingegen gar nicht oder kaum lesen und schreiben.

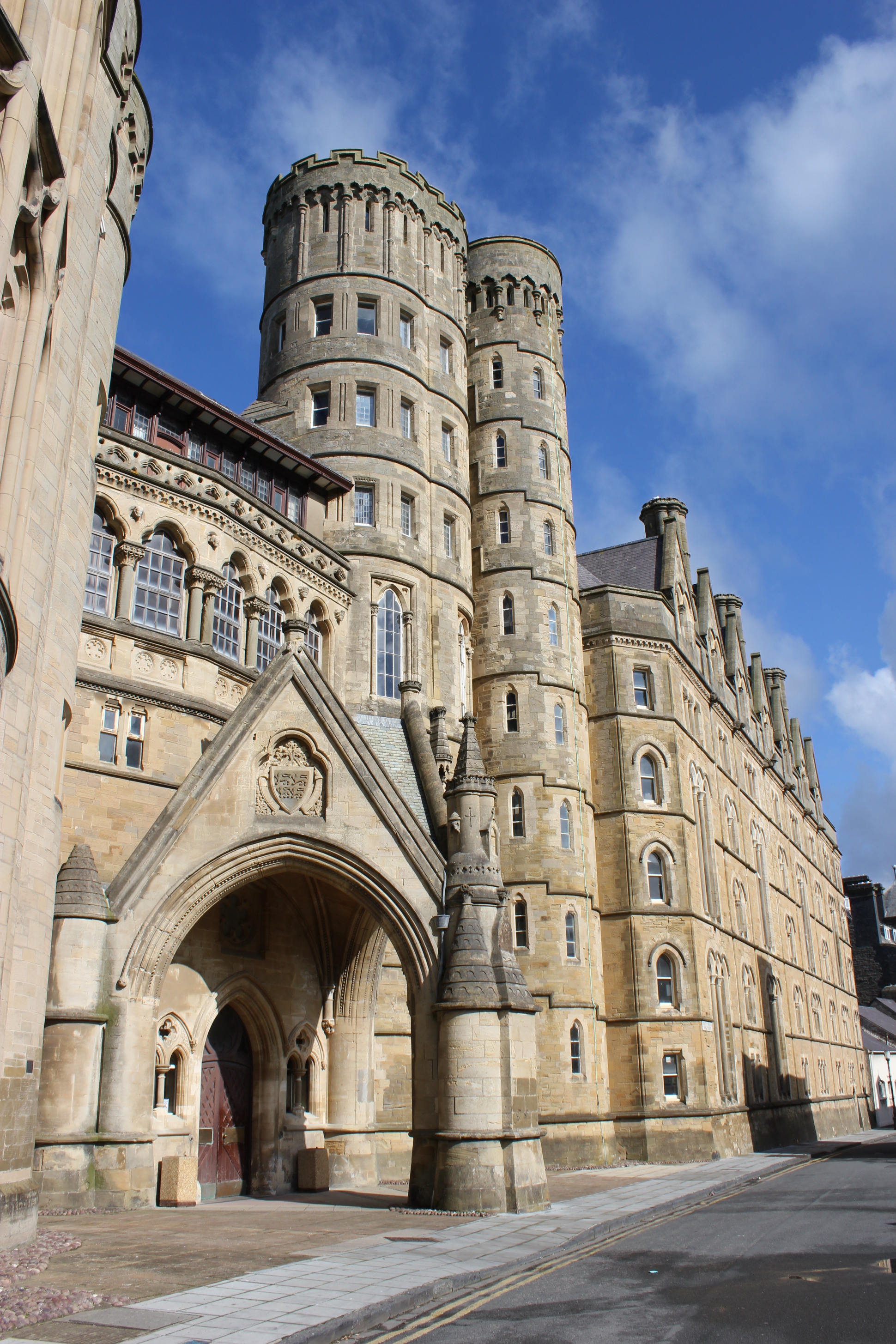
Das Hauptgebäude der Universität Aberystwyth.

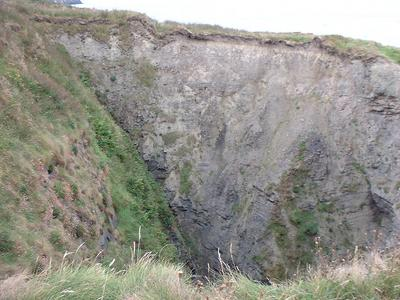
Blasloch Monks-cave

Aberystwyth stellt mit der 1872 gegründeten Aberystwyth University (mit 8.040 Studierenden 2020/2021) und der Nationalbibliothek von Wales einen kulturellen Mittelpunkt in Zentral-Wales dar. Zu den Absolventen der Universität gehören der Chemie-Nobelpreisträger Frederick Soddy und der heutige britische König Charles III. Bis zum 1. Oktober 2007 war die Universität als University of Wales, Aberystwyth, ein Mitglied der University of Wales; seither ist sie eigenständig. Die Nationalbibliothek wurde 1907 mit Royal Charter gegründet und erhält auch heute noch Zuwendungen aus dem königlichen Schatzamt. Größter Stolz ist die einzigartige Handschriftensammlung mit über 40.000 Manuskripten, mit der bedeutendsten Sammlung walisischer Schriften.

## Tourismus

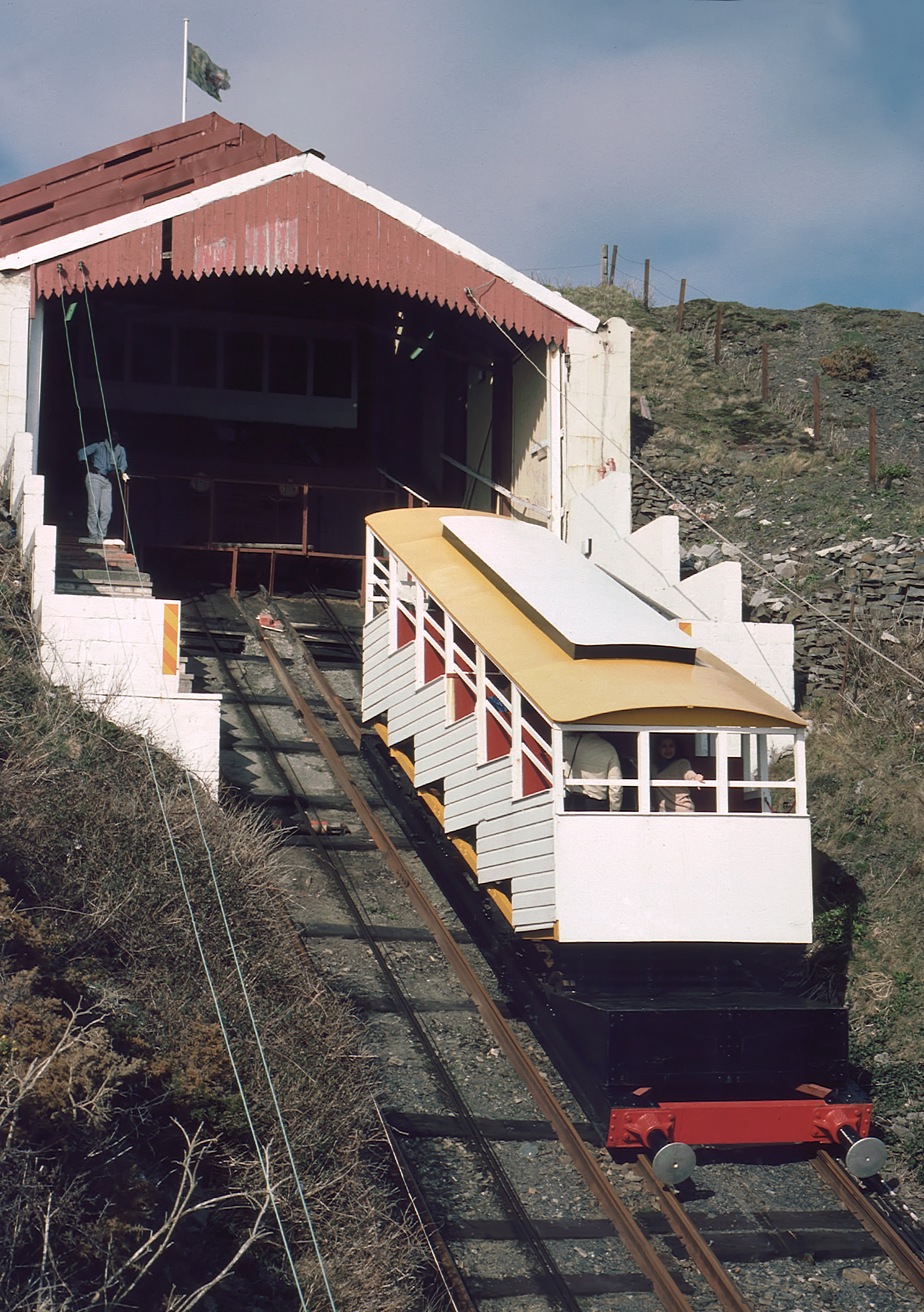
Standseilbahn auf den Constitution Hill

Die Stadt kann drei Aussichtshügel vorweisen: Der Pen Dinas ist eine Hügelfestung der Eisenzeit. Auf dem Penglais Hill haben die walisische Nationalbibliothek und die Universität ihren Sitz. Auf dem Gipfel des Constitution Hill im Norden liegt ein alter Freizeitpark mit einem Park, einem Restaurant, Arkaden sowie einer Camera Obscura. Von dort hat man den schönsten Blick über die Stadt und entlang der Küste, der schon den Maler William Turner begeisterte. Für den Aufstieg wurde als Teil der Anlage ein mäandernder Weg angelegt, der die Standseilbahn dreimal auf Brücken kreuzt.
Alternativ überwindet die Aberystwyth Cliff Railway, eine 1896 gebaute Standseilbahn mit 130 Höhenmetern, den größten Teil des Anstieges von der Promenade zum Gipfel. 105 Jahre lang, bis zur Eröffnung der Standseilbahn Cairngorm im Jahr 2001, war diese mit 237 m die längste Standseilbahn auf den britischen Inseln. Als Besonderheit ist die Strecke durchgängig zweigleisig ausgeführt. Die Wagen fassen jeweils 30 Passagiere und tragen die Namen Lord Geraint und Lord Marks. Um die Landschaftsgestaltung des Wanderweges zu ermöglichen, wurde die Bahn fast komplett in einem Einschnitt verlegt. Dazu wurden rund 12.000 Tonnen Gestein abgetragen. 1921 wurde der Antrieb von Wasserballast auf einen Elektromotor umgestellt.
Zu den sonstigen Sehenswürdigkeiten der Stadt gehören die Ruine der 1277 auf einer Anhöhe über dem Meer erbauten Burg, das Ceredigion Museum mit Waliser Volkskunst und Ausstellungen über die bäuerliche Lebensweise das Blasloch Monks cave sowie die drei Kilometer lange Strandpromenade mit allen touristischen Einrichtungen.

## Sport
Der örtliche Fußballverein Aberystwyth Town spielt in der Welsh Premier League. Das Park Avenue Stadion fasst 5.000 Zuschauer.

## Städtepartnerschaften
Aberystwyth pflegt Städtepartnerschaften mit der deutschen Stadt Kronberg im Taunus und mit der französischen Stadt Saint-Brieuc.

## Trivia
Ein Unbekannter begrüßte Mitte Juni 2006 das kleine Städtchen mit einem Geldregen. 20.000 Pfund Sterling fielen in 20-Pfund-Noten auf Passanten herab, die sich über den plötzlichen Geldsegen freuten. Das moderne Sterntaler-Märchen wurde von einer Stimme begleitet, die zuvor rief: „Wer will Geld geschenkt haben?“
Im Jahr 2008 wurde Sue Jones-Davies zur Bürgermeisterin von Aberystwyth gewählt, die im Jahr 1979 die Rolle der Judith in Monty Pythons Komödie Das Leben des Brian gespielt hatte.
Aberystwyth ist Handlungs- und Drehort der britischen Kriminalserie Inspector Mathias – Mord in Wales, deren Ausstrahlung ab dem 12. Juli 2015 in Das Erste gestartet wurde.

## Söhne und Töchter der Stadt
- Thomas McKenny Hughes (1832–1917), Geologe und Paläontologe
- John Ainsworth-Davis (1895–1976), Leichtathlet und Olympiasieger
- Roger Rees (1944–2015), Schauspieler
- Peter Rudeforth (* 1963), Jazzmusiker
- Andy John (* 1964), Bischof von Bangor
- Kay Swinburne (* 1967), Politikerin
- Rhodri Davies (* 1971), Jazz- und Improvisationsmusiker
- Stephen Jones (* 1977), Rugbyspieler
- Dafydd Jones (* 1979), Rugbyspieler
- Elen Rhys (* 1983), Schauspielerin
- Taron Egerton (* 1989), Schauspieler
- Stephen Williams (* 1996), Radsportler